# 18 février 1981
Le mercredi 18 février 1981 est le 49e jour de l'année 1981.

## Naissances
- Alex Ríos, joueur de base-ball américain
- Alje Schut, footballeur néerlandais
- Ami Ayukawa, actrice pornographique japonaise
- Andreï Kirilenko, joueur de basket-ball russe
- Antoine Amsellem, joueur professionnel de hockey sur glace
- Buddy Nielsen, chanteur américain
- Christian de Lorenzi, biathlète italien
- Courtney Act, drag queen et chanteur australien
- Cyril Pellevat, homme politique français
- David Ramírez, footballeur argentin
- Ericka Lorenz, joueuse américaine de water-polo
- Helen Nichol, joueuse canadienne de badminton
- Ivan Sproule, joueur de football britannique
- Jelle De Beule, dessinateur belge de bande dessinée et producteur de télévision
- Kim Jaewon, acteur sud-coréen
- Larry Sweeney (mort le 11 avril 2011), catcheur américain
- Matteo Burgsthaler, joueur italien de volley-ball
- Peng Bo, plongeur chinois
- Sigrid Vanden Bempt, athlète belge
- Vladislav Babichev, joueur russe de volley-ball
- Youssef El Akchaoui, footballeur marocain

## Décès
- Guillaume Janneau (né le 9 décembre 1887), critique d'art français
- Henri Prat (né le 20 août 1902), biologiste français
- Ibrahim Abdel Hady Pasha (né le 14 février 1896), homme politique égyptien
- Jack Northrop (né le 10 novembre 1895), entrepreneur  américain
- Karl Wahl (né le 24 septembre 1892), homme politique allemand

## Événements
- le budget Stockman est présenté au congrès. Il porte sur de fortes réductions d'impôts fédéraux, sur l'assouplissement du code du travail, sur une dérégulation massive du secteur financier et pétrolier, une forte baisse des subventions fédérales et à un démantèlement d'une partie du Welfare State.[réf. nécessaire]